# Deutscher Filmpreis 2017
Die 67. Verleihung des Deutschen Filmpreises Lola fand am 28. April 2017 im Palais am Funkturm in Berlin statt und wurde am selben Abend als Aufzeichnung im ZDF ausgestrahlt. Der Deutsche Filmpreis ist mit 2,955 Millionen Euro die höchstdotierte Kulturauszeichnung der Bundesrepublik Deutschland und wird von der 2003 gegründeten Deutschen Filmakademie in bis zu 18 Kategorien vergeben. Moderiert wurde die Veranstaltung zum ersten Mal von Jasmin Tabatabai. Die Nominierungen wurden am 16. März 2017 bekannt gegeben.

## Preisträger und Nominierungen

### Bester Spielfilm
| Auszeichnung        | Filmtitel    | Produktion                                     | Regie                |
| ------------------- | ------------ | ---------------------------------------------- | -------------------- |
| Filmpreis in Gold   | Toni Erdmann | Janine Jackowski, Jonas Dornbach und Maren Ade | Maren Ade            |
| Filmpreis in Silber | 24 Wochen    | Melanie Berke, Tobias Büchner und Thomas Kufus | Anne Zohra Berrached |
| Filmpreis in Bronze | Wild         | Bettina Brokemper                              | Nicolette Krebitz    |

Außerdem nominiert:
- Die Blumen von gestern – Produktion: Danny Krausz und Kathrin Lemme, Regie: Chris Kraus
- Tschick – Produktion: Marco Mehlitz, Regie: Fatih Akin
- Willkommen bei den Hartmanns – Produktion: Quirin Berg, Max Wiedemann, Simon Verhoeven und Michael Verhoeven, Regie: Simon Verhoeven

### Bester Dokumentarfilm
Cahier Africain – Produktion: Peter Spoerri und Stefan Tolz, Regie: Heidi Specogna
- Berlin Rebel High School – Produktion: Alexander Kleider und Daniela Michel, Regie: Alexander Kleider
- No Land’s Song – Produktion: Gunter Hanfgarn, Rouven Rech und Teresa Renn, Regie: Ayat Najafi

### Bester Kinderfilm
Auf Augenhöhe – Produktion: Martin Richter und Christian Becker, Regie: Evi Goldbrunner und Joachim Dollhopf
- Timm Thaler oder das verkaufte Lachen – Produktion: Oliver Berben und Martin Moszkowicz, Regie: Andreas Dresen

### Bestes Drehbuch
Maren Ade – Toni Erdmann
- Carl Gerber und Anne Zohra Berrached – 24 Wochen
- Chris Kraus – Die Blumen von gestern
- Lars Montag und Helmut Krausser – Einsamkeit und Sex und Mitleid

### Beste Regie
Maren Ade – Toni Erdmann
- Anne Zohra Berrached – 24 Wochen
- Chris Kraus – Die Blumen von gestern
- Nicolette Krebitz – Wild

### Beste weibliche Hauptrolle
Sandra Hüller – Toni Erdmann
- Julia Jentsch – 24 Wochen
- Lilith Stangenberg – Wild

### Beste männliche Hauptrolle
Peter Simonischek – Toni Erdmann
- Lars Eidinger – Die Blumen von gestern
- Bruno Ganz – In Zeiten des abnehmenden Lichts

### Beste weibliche Nebenrolle
Fritzi Haberlandt – Nebel im August
- Eva Löbau – Einsamkeit und Sex und Mitleid
- Sigrid Marquardt – Die Blumen von gestern
- Christiane Paul – Die Welt der Wunderlichs

### Beste männliche Nebenrolle
Georg Friedrich – Wild
- Rainer Bock – Einsamkeit und Sex und Mitleid
- Martin Feifel – Die Welt der Wunderlichs

### Beste Kamera/Bildgestaltung
Reinhold Vorschneider – Wild
- Rainer Klausmann – Tschick
- Frank Lamm – Paula
- Sonja Rom – Die Blumen von gestern

### Bester Schnitt
Heike Parplies – Toni Erdmann
- Andrew Bird – Tschick
- Bettina Böhler – Wild

### Bestes Szenenbild
Tim Pannen – Paula
- Silke Buhr – Die Blumen von gestern
- Christoph Kanter – Nebel im August

### Bestes Kostümbild
Frauke Firl – Paula
- Chris Pidre und Florence Scholtes – Marie Curie
- Gioia Raspé – Die Blumen von gestern

### Bestes Maskenbild
Kathi Kullack – Das kalte Herz
- Waldemar Pokromski – Marie Curie
- Astrid Weber und Hannah Fischleder – Paula

### Beste Filmmusik
Oli Biehler – Das kalte Herz
- Bruno Coulais – Marie Curie
- Johannes Repka – Timm Thaler oder das verkaufte Lachen

### Beste Tongestaltung
Rainer Heesch, Martin Steyer und Christoph Schilling – Wild
- Stefan Busch, Michael Kranz und Peter Schmidt – Timm Thaler oder das verkaufte Lachen
- Lars Ginzel, André Zacher und Benjamin Hörbe – Das kalte Herz
- Kai Tebbel, Kai Lüde und Lars Ginzel – Tschick

### Besucherstärkster Film
Simon Verhoeven – Willkommen bei den Hartmanns

### Ehrenpreis
- Monika Schindler – für herausragende Verdienste um den Deutschen Film
- ARRI AG – für herausragende visionäre Innovationen und kreative Partnerschaft mit den Filmschaffenden